# 常岡智恵
常岡 智恵（つねおか のりえ 11月29日 - ）は、日本の声優、歌手。株式会社エムアイティギャザリング プリマヴェーラ所属。福岡県出身、血液型はB型。演技は少女から老人まで幅広く、癖の無い素直な芝居が特徴的で、お姉さんなどの大人びた女性を演じるのが得意。歌唱時は透明感、伸びの在る高音が特徴的で、音域も非常に広い。

## 出演

### ドラマCD
- 占い八百屋（留吉）

### アニメ
- 少女革命ウテナ（女生徒、他）

### ラジオドラマ
- 沖縄タイフーンFM ヘルスケアプランナー紀々が聴く！ 内配信「健康サポーターえむぞぅくん」（ママ）

### ゲーム
- 雀道V（竹上志乃）
- セカンドノベル 〜彼女の夏、15分の記憶〜（女子生徒、他）

### 吹き替え
- レッグマジックサークル 販促ビデオ（コーチ）

### ナレーション
- 文化庁　記録映像「能登キリコ祭り」
- ラジオCM スカイパーフェクTV プロ野球チャンネル
- ラジオCM 雲海酒造
- ラジオCM トヨタ プリウス

### その他
- 福岡市主催サマーフェスティバル開会式　司会
- 月間ドクターズ・プラザ2009年10月号 Vol.67 表紙（写真）
- その他、学習教材、ボイスオーバー、サウンドロゴ、ラジオドラマ、企業プレゼン用ＶＰ　舞台や音楽活動（歌唱）など多数

## 参照元
1. ↑  “月間ドクターズ・プラザ 医療情報館 表紙の言葉 2009年10月号 Vol.67”. 2013年10月1日閲覧。